# Баточина
Баточина је насеље и седиште истоимене општине у Шумадијском округу. Према попису из 2022. има 5105 становника (према попису из 2011. било је 5804 становника).

## Географија
Територија Баточине налази се у централном делу Србије. Смештена је у источном пределу Шумадије и захвата сливно подручје доњег тока Лепенице. Налази се у северном делу општинске територије Баточине. Део насеља смештен је на левој, а део на десној обали Лепенице (притоке Велике Мораве).
Баточина се налази на 102 метара надморске висине, на 30 km северније од Крагујевца, исто толико од Јагодине 119 km јужно од Београда и 134 северније од Ниша. Кроз Баточину пролази магистрални пут на релацији Баточина—Крагујевац—Краљево—Чачак и железничка пруга Лапово—Крагујевац—Краљево. У близини је и Коридор 10.
Овде се налази Запис Стојановића дуд.

## Историја

### Оснивање Баточине
До скора је домаћа историографија истицала да се Баточина први пут помиње у првом турском попису 1476. године. Чувени турски путописац Евлија Челебија каже да је оснивач Баточине смедеревски бег Гази Бали. Међутим, 2015. године др Александар Крстић, научни сарадник на Историјском институту је објавио рад под називом „Деспот Стефан Лазаревић и Баточина”, у којем се налази и писмо које је Стефан Лазаревић упутио Стефану Реметском, свом представнику на поседу у Сатмарској жупанији, у Угарској.
Написано је у Баточини, како се наводи у писму: „…у прву среду после Духова”, без навођења конкретног датума и године настанка. Деспот Стефан је добио властелинства у Сатмарској жупанији 1411. године, а Стефан Реметски је умро, највероватније, 1421. године, те се настанак овог писма може сместити у временском периоду од једне деценије (1411 – 1420/21). Аутор у раду закључује: „Са сигуношћу може се тврдити да је Баточина постојала и пре доласка Турака и да је успела да остане и након османског освајања Србије.”
Не зна се да ли је у Баточини, у то време, постојао било какав објекат резиденцијалног типа у коме је деспот Стефан одседао. Међутим, имајући у виду њен географски и саобраћајни положај, највероватније је Баточина имала статус трга, у првој половини 15. века.

### Турска владавина
У попису из 1476. године, Баточина има 25 кућа, а крајем двадесетих година шеснаестог века има 66 кућа. Шездесетих година број муслиманских кућа се пење на дванаест док је хришћанских само пет. У овом периоду са порастом муслиманског становништва саграђена је и џамија. Синан паша је 1593. године прогласио за паланку.
Ево како су путописци XVII века видели ближу и даљу околину Лепенице. Један Француз 1621. године од Колара до Јагодине само је запазио и записао у свој дневник непрегледне шуме. У Јагодини је нашао само Турке, док су у Баточини живели хришћани сељаци. Путописац Кикле 1658. године каже да Баточина има леп Бали Хаџи-Ахметов хан и једну џамију. Неколико година касније прошао је турски путописац Евлија Челебија и 1660 је посетио Баточину. Он каже да је Баточину основао Бали-бег Смедеревски, а место богословио Сулејман I Величанствени. Не наводи зашто је то урадио турски цар, да ли је место богословио као калифа - верски поглавар или је то учинио стога што му се место по нечему свидело. Ако је тачан овај податак онда оснивање Баточине пада 1475. године, нешто мало пре турског пописа 1478. године. Евлија Челебија место назива градом, обима око 800 корака. У град се улази кроз једну капију и у њему стражари 50 војника са једним диздаром (заповедником). Он још каже да у Баточини има више сиротињских кућа, једна џамија, један нови хан и неколико дућана.
После неуспеле Опсаде Беча 1683. године Турци су изгубили поседе у Угарској и Србији. У Великом турском рату Гроф Лудвиг Баденски је у бици код Баточине која се одиграла 29 и 30. августа 1689. године савладао војску турског сераскера Реџеп-паше. Баточина је била на главном правцу турског повлачења и аустријског наступања 1689. године. Прешавши са десне на леву обалу Мораве код Кушиљева, аустријска војска је разбила мање одреде турске војске испод Марковца и преко Лапова наступила према Баточини. Збуњени, Турци су напустили Баточину, оставивши много војног материјала. Овладавши овом значајном раскрсницом путева, Аустријанци су се ту лепо одморили, упутили разглас Србима да је дошао час ослобођења и кренули даље на југ. Након Пожаревачког мира ови крајеви потпадају под власт Аустрије.
Сеоба Срба 1690. године оставила је пуста села у атару данашње баточинске општине. Турски попис 1739/41 године нам доноси податке да је била жива само Баточина са 80 турских и 11 српских кућа. Такође је наглашено да Баточинци обрађују пусте њиве у Турчину и Бадњевцу. Сва остала села:Бадњевац, Градац, Грнчарица, Кијево, Милатовац, Турчин и Црни Као су била пуста. У списку се налазе и два манастира посвећена Светом Николи. Један се налази у селу Грнчарица (данашњи Прњавор), а други у селу Турчину (данашња Горња Баточина). То су манастири Грнчарица и манастир Сурчинак, од кога су сад у Горњој Баточини једва видљиви трагови.

### Борбе против Турака
Повратак Турака 1739. године донео је освету и веће намете што је стварало нерасположење у народу што ће довести до Кочине крајине. Коча Анђелковић је са својим одредом ушао у Баточину без отпора 1788. године. У аустријским документима о Кочиној Крајини налазимо податке и које учествовао из села око Баточине. Из Брзана су се борили Тодор Гавриловић, Дмитар Марковић, Радиша Милићевић, Јован Глигоријевић и Василије Савић. Из Граца иван Павловић и из Кијева Михаило Петковић. Свакако је било и других учесника у овом рату из села баточинске општине, али у списковима су сачувана само ова наведена имена. Миром у Свиштову 1791. године Турци поново запоседају ове крајеве.
Баточина је поново ослобођена у Првом српском устанку. Устаници предвођени Карађорђем су успели да ослободе Баточину 1804. године. У бици код Баточине погинуло је 400 Турака. Пред битку је забележен говор Карађорђа устаницима:
| „ | Немојте пуцати докле моја пушка не пукне. Не бојте се Турака је мало, а нас је много, они се бију за господство а ми за Слободу да можемо данути душом. | ” |

На првом попису након завршетка Другог српског устанка 1818. Баточина је имала 51. домаћинство са 119 харачких глава. Последња турска породица иселила се 1832. године. Кнез Милош Обреновић је 1825. године саградио конак који је касније претворен у основну школу. Аустријски Капетан Франц Кајзер у свом путопису из 1837. године пише да Варош Баточине има 300 кућа. У месту постоји црква и школа. Године 1838, баточинска школа има осам ученика, а 1847. десет. У Српско-турском рату (1876—1878) учествовало је 206. бораца из Баточине. Убрзани развој условљава да је Баточина 21. септембра 1872. године проглашена за варош. Деведесетих година деветнаестог века у Баточини се отвара женска школа. Прва књижница је отворена 1898. Почетком 20. века Баточина има 1447. становника.

### Први светски рат
Лепеничани су учествовали у ратовима од 1912-1918. а број погинулих је доказ њихове националне свести. Из Баточине је погинуло 136 и још толико из осталих села данашње баточинске општине. Један од одлучујућих окршаја за овладавање Поморављем одиграо се баш у Лапову, Баточини и Брзану. Немачка артиљерија је била посела косу у Гложану преко Мораве, затим лаповски Гвоздењак и Шавац, а наш последњи заштитни ров је био у Брзану, један километар више Рогота.

### Међуратни период
Баточина је између два светска рата привредно ојачала. У том периоду је 1928. добила водовод, док је 1940. добила електрично осветљење.
Између два светска рата у Баточини је радила „Баточинска штедионица”. Први оснивачи штедионице били су: трговци Милисав Вељковић, Војислав Маринковић, Данко Најдановић, Љубисав Јовановић, Радисав Јовановић, Светолик Цветановић, Милосав Васић, Милентије Јаковљевић, механџија Коста Динић и абаџија Јосип Планић. Владајућу структуру штедионице чинили су трговци. Банка у својим улагањима и давањима кредита углавном није ишла даље од Крагујевачког и Лепеничког среза, плашећи се ризика, мада је било и изузетка. Задуживани су становници готово свих околних места из ова два поменута среза

### Други светски рат
Бомбардовањем Београда почео је Други светски рат у Југославији. Већ 11. априла Немачка војска заузела је Крагујевац, а после 2 дана и Лапово, па је тако читава Шумадија окупирана од стране Немаца. Подручје Шумадије, Поморавља и Баната запосела је 714 немачка дивизија. У самој Баточини је била распоређена једна мања немачка јединица. Један део војних обвезника који није био заробљен у Априлском рату транспортован је у Немачку.
Четвртог јула 1941. године на позив Комунистичке партије Југославије избио је устанак у Србији. Три дана након тога формира се Други шумадијски партизански одред чији је командант био Богосав Марковић. Недуго затим, 12. јула формиран је Крагујевачки одред чије је задатак био да спречава саобраћај на прузи Лапово - Краљево и на путевима који су водили из Крагујевца према Лапову, Јагодини, Краљеву и Горњем Милановцу. Крајем јула је формирана трећа чета крагујевачког одреда која је формирана од људи из села Доње Лепенице. Они су изазивали низ инцидената на прузи Лапово - Краљево. Један од њих био је судар возова код Градца када је погинуло 9, а рањено 30 немачких војника.
Ова чета је преузела на себе задатак да ликвидира Марисава Петровића љотићевског првака из Градца. Покушај атентата је изведен на железничкој станици, на њега је бачена бомба, али је он рањен и остао је жив. На њега је покушан још један атентат, али се и он завршио безуспешно. Након тога он у септембру бежи у Смедерево где формира V добровољачки одред, а он сам је изабран за команданта тог одреда. Убрзо напушта Смедерево и са одредом се стационира у Крагујевцу. Управо овај одред под заповедништвом Марисава Петровића помагао је Немцима приликом извршавања Крагујевачког масакра 21. октобра 1941.
Након одласка партизанских одреда из Шумадије, почиње јаче да се развија четнички покрет. Тако је између Лапова и Крагујевца организована III крагујевачка четничка бригада, а у баточинским селима појављивао се и II батаљон. Четничке трупе које су на овом простору биле до 1944. сукобљавале су се љотићевским и недићевским одредима, а такође су надзирале терен и ликвидирале убачене партизанске симпатизере.
Почетком октобра из правца Ваљева и Аранђеловца почеле су да продиру јединице НОВЈ. Дванаестог октобра почео је напад на немачке положаје који су се налазили у Лапову. Пред снажним налетима јединица Црвене армије и НОВЈ Немци су били принуђени да се повуку према Крагујевцу. Тако је 14. октобра ослобођена Баточина а након тога и остала села у Баточинској општини.
Након Другог светског рата почео је индустријски развој. У вароши су биле развијене аутомобилска индустрија, текстилна индустрија и грађевинска индустрија.

## Демографија
Ово насеље је великим делом насељено Србима (према попису из 2022. године).
|             | \| Демографија[21] \| Демографија[21] \| Демографија[21] \| \| Година \| Становника \| Становника \| \| --------------- \| --------------- \| --------------- \| \| 1948. \| 2.068 \| \| \| 1953. \| 2.198 \| \| \| 1961. \| 2.598 \| \| \| 1971. \| 3.378 \| \| \| 1981. \| 4.825 \| \| \| 1991. \| 5.584 \| 5.386 \| \| 2002. \| 5.574 \| 5.918 \| \| 2011. \| 5.804 \| \| \| 2022. \| 5.105 \| \| |            |
| Демографија | |            |
| Година      | Становника | Становника |
| 1948.       | 2.068 |            |
| 1953.       | 2.198 |            |
| 1961.       | 2.598 |            |
| 1971.       | 3.378 |            |
| 1981.       | 4.825 |            |
| 1991.       | 5.584 | 5.386      |
| 2002.       | 5.574 | 5.918      |
| 2011.       | 5.804 |            |
| 2022.       | 5.105 |            |

| Етнички састав према попису из 2022.‍ | Етнички састав према попису из 2022.‍ | Етнички састав према попису из 2022.‍ | Етнички састав према попису из 2022.‍ | Етнички састав према попису из 2022.‍ |
| ------------------------------------ | ------------------------------------ | ------------------------------------ | ------------------------------------ | ------------------------------------ |
|                                      |                                      |                                      |                                      |                                      |
| Срби                                 | Срби                                 |                                      | 4.869                                | 95,38%                               |
| Роми                                 | Роми                                 |                                      | 14                                   | 0,27%                                |
| Македонци                            | Македонци                            |                                      | 13                                   | 0,25%                                |
| Црногорци                            | Црногорци                            |                                      | 12                                   | 0,24%                                |
| Југословени                          | Југословени                          |                                      | 10                                   | 0,20%                                |
| Словаци                              | Словаци                              |                                      | 3                                    | 0,06%                                |
| Остали                               | Остали                               |                                      | 2                                    | 0,04%                                |
| Регионална приpadnost                | Регионална приpadnost                |                                      | 3                                    | 0,06%                                |
| Непознато                            | Непознато                            |                                      | 152                                  | 2,98%                                |
| Неизјашњени                          | Неизјашњени                          |                                      | 20                                   | 0,39%                                |
| укупно: 5.105                        |                                      |                                      |                                      |                                      |

| \| \| м \| \| \| ж \| \| ? \| 7 \| \| \| 6 \| \| 80+ \| 28 \| \| \| 51 \| \| 75—79 \| 56 \| \| \| 84 \| \| 70—74 \| 82 \| \| \| 139 \| \| 65—69 \| 119 \| \| \| 149 \| \| 60—64 \| 114 \| \| \| 154 \| \| 55—59 \| 156 \| \| \| 140 \| \| 50—54 \| 245 \| \| \| 234 \| \| 45—49 \| 256 \| \| \| 260 \| \| 40—44 \| 178 \| \| \| 206 \| \| 35—39 \| 166 \| \| \| 163 \| \| 30—34 \| 213 \| \| \| 171 \| \| 25—29 \| 218 \| \| \| 203 \| \| 20—24 \| 224 \| \| \| 217 \| \| 15—19 \| 187 \| \| \| 181 \| \| 10—14 \| 158 \| \| \| 186 \| \| 5—9 \| 164 \| \| \| 165 \| \| 0—4 \| 155 \| \| \| 139 \| \| Просек : \| 36,9 \| \| \| 39,1 \| |      |  |  |      |
| |      |  |  |      |
| | м    |  |  | ж    |
| ? | 7    |  |  | 6    |
| 80+ | 28   |  |  | 51   |
| 75—79 | 56   |  |  | 84   |
| 70—74 | 82   |  |  | 139  |
| 65—69 | 119  |  |  | 149  |
| 60—64 | 114  |  |  | 154  |
| 55—59 | 156  |  |  | 140  |
| 50—54 | 245  |  |  | 234  |
| 45—49 | 256  |  |  | 260  |
| 40—44 | 178  |  |  | 206  |
| 35—39 | 166  |  |  | 163  |
| 30—34 | 213  |  |  | 171  |
| 25—29 | 218  |  |  | 203  |
| 20—24 | 224  |  |  | 217  |
| 15—19 | 187  |  |  | 181  |
| 10—14 | 158  |  |  | 186  |
| 5—9 | 164  |  |  | 165  |
| 0—4 | 155  |  |  | 139  |
| Просек : | 36,9 |  |  | 39,1 |

| Година пописа     | 1948. | 1953. | 1961. | 1971. | 1981. | 1991. | 2002. |
| ----------------- | ----- | ----- | ----- | ----- | ----- | ----- | ----- |
| Број домаћинстава | 503   | 533   | 713   | 1.005 | 1.396 | 1.614 | 1.678 |

| Број чланова      | 1   | 2   | 3   | 4   | 5   | 6   | 7  | 8  | 9 | 10 и више | Просек |
| ----------------- | --- | --- | --- | --- | --- | --- | -- | -- | - | --------- | ------ |
| Број домаћинстава | 253 | 344 | 323 | 400 | 182 | 116 | 40 | 11 | 3 | 6         | 3,32   |

| Пол    | Укупно | Неожењен/Неудата | Ожењен/Удата | Удовац/Удовица | Разведен/Разведена | Непознато |
| ------ | ------ | ---------------- | ------------ | -------------- | ------------------ | --------- |
| Мушки  | 2.249  | 646              | 1.452        | 97             | 48                 | 6         |
| Женски | 2.358  | 425              | 1.468        | 371            | 92                 | 2         |
| УКУПНО | 4.607  | 1.071            | 2.920        | 468            | 140                | 8         |

| Пол    | Укупно                    | Пољопривреда, лов и шумарство | Рибарство                            | Вађење руде и камена | Прерађивачка индустрија       |
| ------ | ------------------------- | ----------------------------- | ------------------------------------ | -------------------- | ----------------------------- |
| Мушки  | 1.209                     | 82                            | 0                                    | 209                  | 348                           |
| Женски | 724                       | 48                            | 0                                    | 34                   | 246                           |
| Укупно | 1.933                     | 130                           | 0                                    | 243                  | 594                           |
|        |                           |                               |                                      |                      |                               |
| Пол    | Производња и снабдевање   | Грађевинарство                | Трговина                             | Хотели и ресторани   | Саобраћај, складиштење и везе |
| Мушки  | 27                        | 84                            | 107                                  | 18                   | 105                           |
| Женски | 6                         | 2                             | 105                                  | 18                   | 23                            |
| Укупно | 33                        | 86                            | 212                                  | 36                   | 128                           |
|        |                           |                               |                                      |                      |                               |
| Пол    | Финансијско посредовање   | Некретнине                    | Државна управа и одбрана             | Образовање           | Здравствени и социјални рад   |
| Мушки  | 7                         | 15                            | 95                                   | 40                   | 23                            |
| Женски | 16                        | 11                            | 50                                   | 61                   | 80                            |
| Укупно | 23                        | 26                            | 145                                  | 101                  | 103                           |
|        |                           |                               |                                      |                      |                               |
| Пол    | Остале услужне активности | Приватна домаћинства          | Екстериторијалне организације и тела | Непознато            | Непознато                     |
| Мушки  | 32                        | 0                             | 0                                    | 17                   | 17                            |
| Женски | 21                        | 1                             | 0                                    | 2                    | 2                             |
| Укупно | 53                        | 1                             | 0                                    | 19                   | 19                            |

## Индустрија
Развитак саобраћаја је био важан фактор да би се развила индустрија. Баточина је 1886. године железничком пругом спојена са Лаповом и Крагујевцом. Управо је близина Крагујевца допринела убрзаном развоју индустрије. Инвестициона улагања у изградњу индустријских објеката и спровођење мера за повећање производности рада, омогућили су да Баточина у релативно кратком временском периоду оствари напредак, нарочито после осамдесетих година 20. века.
Распад Социјалистичке Федеративне Републике Југославије, губитак тржишта, увођење санкција, бомбардовање наше земље и економска криза тешко су погодиле баточинску индустрију, с обзиром да је производња неких њених предузећа била везана за заводе Црвена застава у Крагујевцу, као и извоз на инострана тржишта. Производња је нагло пала, а процес приватизације се споро одвијао. Сем тога, и недостатак обртних средстава успорава оживљавање производње у баточинским индустријским предузећима.

## Саобраћај
Повољност саобраћајност-географског положаја баточинске општине умногоме је допринела развоју саобраћаја. Пуштањем у саобраћај железничке пруге 1887. године, релације Лапово-Крагујевац, битно је утицала на развој друмског саобраћаја. У близини Баточине је и железнички чвор у Лапову који представља важну међународну и магистралну железничку линију. Такође у близини је и савремени ауто-пут Београд-Ниш, од кога се одваја магистрални путни правац Баточина-Крагујевац. Захваљујући железничко друмском саобраћају Баточина је повезана са Београдом, Крагујевцом, Великом Планом, Јагодином, Смедеревском Паланком, Свилајнцем, Рачом и другима.
На територији Баточине отпочео је са радом линијски путнички правац 1960. године када је успостављена прва редовна аутобуска линија Крагујевац-Баточина-Лапово. Аутобуска станица у Баточини је изграђена 3. септембра 1975. године.
Дужина железничке пруге са једним колосеком Лапово-Крагујевац износи око 14,3 km кроз територију општине, а дужина електричне железничке пруге са два колосека Београд-Ниш износи око 5,2 km.
Баточина је поседовала пошту средином XIX века. Она је била смештена у конаку кнеза Милоша Обреновића.

## Школство
У Баточини се школа први пут помиње 1836. године, а њен први учитељ био је Драгутин Миладиновић који је окупио осам ученика. Школа је радила до Петровдана када је учитељ отишао. За учитеља 1839. долази Срећко Миливојевић из Десимироваца. Он је због лошег плаћања напустио школу и отишао за свештеника. Школа у Баточини није радила све до 1843. године када је министар просвете послао свршеног богослова Димитрија Поповића, али је и он због нерешеног питања плаћања отишао из Баточине.
Крајем 1844. Баточинци су се организовали, одредили плату учитељу од 600 гроша, школу су сместили у општинску зграду, а за учитеља довели Александра Добрића из Карловца. Школа је 1846. имала десет ђака, а 1850. године 11 ђака. Године 1881, Баточина је имала 45 редовних ђака, а 1898. већ 130. Нарочито се повећао број женске деце, па је због тога Министарство просвете, чим је приметило да расте број девојчица у школи наредило да се отвори посебно женско одељење или како су се тада звале женске школе. Школа је радила до 1902. када је поново спојена са мушком.
Чести су били прекиди наставе. Настава се прекидала због бербе, због разних болести (због срдобоље, шарлаха и др.) и поплава. Наставу је доста ометала стална појава изостајања деце због пољских радова, па је то изазивало честе сукобе са школским одборима, који нису хтели да изричу казне родитељима.
После Првог светског рата дошло је дошло је до поделе школе на сеоску и варошку, а коначно 1927. године. Сеоска је остала у конаку, а варошка је добила нову зграду. Године 1929, порушен је конак и на његовом месту је сазидана нова школа, али подељена на два дела - на сеоску и на варошку школу. Школа је подигнута уз посебно заузимање учитеља Гвоздена Станића и уз помоћ добротвора Андрије Танасијевића. Он је за школу дао 40.000 динара, од 290.000 колико је требало да се направи школа. Школе су се сјединиле после Другог светског рата.
Школа се након Другог светског рата звала 14. октобар, а садашње име добила је 1. октобра 1992. године Пошто је временом прираштај ученика био све већи а школски простор недовољан, јавила се жеља просветних радника и мештана Баточине за изградњу нове и савремене школе. Тако је 28. априла 1970. године Савет основне школе „14. октобар“, донео одлуку да се у Баточини подигне нова школска зграда. У лето 1971. године порушен је већи део старе и 18. августа исте године отпочели су радови на изградњи нове школе. Нова школска зграда је завршена 1973. године.
У Баточини постоји дечји вртић „Полетарац“ који је основан 1978. Данашњи назив Полетарац је добио 1992. године.
Такође у месту постоји и средња школа „Никола Тесла“ која је основана 1977.

## Култура

### Културни центар „Доситеј Обрадовић“
Дом културе у Баточини је основан 22. децембра 1976. године под називом „Душан Петровић Шане“. Дом културе „Душан Петровић - Шане“ се 1990. године издваја из Месне заједнице Баточина и постаје самостална установа, а две године касније мења назив у Културни центар „Доситеј Обрадовић“. Културни центар „Доситеј Обрадовић“ сваке јесени организује Смотру фолклорних ансамбала, периодичне изложбе слика и ручних радова, промоцију књига, позоришне представе, приредбе и концерте.

## Здравство
Према казивању старијих мештана општине Баточина, још давне 1924. године први приватни лекар који је лечио људе у Баточини био је Др Павле Туцаковић. Он је све до краја Другог светског рата, до 1945. године спроводио приватну лекарску праксу, да би убрзо по ослобођењу била формирана државна здравствена установа - Здравствена станица Баточина. Садашњи дом здравља у Баточини грађен је осамдесетих година 20. века, а свечано је усељена крајем 1987. године. Зграда Диспанзера за жене и децу, изграђена је 1976. године, а њена надградња, у коме су Диспанзер за жене и дечја лабораторија, завршена је 2002. године.

### Народна библиотека „Вук Караџић“
Корени библиотекарства у Баточини налазе се још 1890. године када се у Баточини се формира читаоница. Формирана читаоница је претеча будуће Народне библиотеке. Народна библиотека „Вук Стефановић Караџић“ је основана 1955. године. Поседује преко тридесет хиљада књига.

### Манифестације у Баточини
- Такмичење у говорништву

Одржава се једном годишње. Одржава се од 2005. године Такмичари су ученици нижих и виших разреда основне школе из Баточине. Такмичари беседе на једну од задатих тема. Жири сачињавају познати драмски уметници и професори српског језика и књижевности. Циљ такмичења је неговање културе усменог изражавања ученика.
- Клинцијада

Одржава се у мају месецу, почев од 2005. године. Манифестација окупља децу узраста од 4 до 10 година.
- Обредни хлебови

Одржава се средином октобра, сваке године, почев од 2006. године, у организацији Културног центра „Доситеј Обрадовић“ и Удружења „Златне руке Баточине“. Манифестација окупља удружења ручне радиности из различитих крајева Србије. Поред хлебова који кроз историју прате обичаје Срба, излажу се ручни радови и стара српска јела.

## Спорт
У Баточини постоји фудбалски клуб Слога који се тренутно такмичи у Шумадијској окружној лиги, петом такмичарском нивоу српског фудбала. Највиши успон и најбољи резултати Слоге везују се за период од 70-их до 90-их година 20. века када су успели да се изборе за статус српсколигаша, односно чланства у Другој српској лиги, група „Центар“.
У вароши се некада такмичио и кошаркашки клуб Слога који је играо и прву српску лигу. У овом клубу су поникли Урош Николић и Андреја Милутиновић. Данас клуб ради само са млађим селекцијама.

## Познате личности
- Урош Николић, (24. априла 1987 — ) кошаркаш
- Андреја Милутиновић, (5. август 1990 — ) кошаркаш

## Галерија
- Зграда општине Баточина
- Црква у Баточини
- Река Лепеница у Баточини
- Пошта у Баточини
- Улица Краља Петра I
- Стамбени објекти у Баточини
- Стамбени објекти у Баточини
- Терен за мали фудбал у Баточини
- Железничка станица у Баточини
- Фабрика Grah automotive
- Фабрика Стражевица
- Клупске просторије ФК „Слога“
- Чишћење улица прекривених снегом у Баточини
- Шеталиште у Баточини под снегом
- Шеталиште у Баточини под снегом (ноћу)
- Поглед на један део Баточине